# Moraro
Moraro (en friülà, Morâr) és un municipi italià, dins de la província de Gorizia. L'any 2007 tenia 743 habitants. Limita amb els municipis de Capriva del Friuli, Cormons, Farra d'Isonzo, Gradisca d'Isonzo, Mariano del Friuli i San Lorenzo Isontino.

## Administració
| Període | Identitat     | Partit      |
| ------- | ------------- | ----------- |
| 2004-   | Alberto Pelos | Independent |